# Gleby górskie
Gleby górskie – zajmują około 16% powierzchni lądowej Ziemi. Ze względu na urzeźbienie terenu, na którym występują, większość z nich znajduje się w stanie inicjalnym. Silna erozja glebowa, związana ze zmywaniem wierzchniej warstwy, nie pozwala na dojrzałe wykształcenie gleby. Gleby górskie wykazują ogromne zróżnicowanie, będąc zależne od typu podłoża, nachylenia stoków, warunków klimatycznych, charakteru roślinności. Gleby te cechuje piętrowość (strefowość pionowa), będąca konsekwencją wysokości nad poziomem morza.